# Романтична орієнтація
Романтична орієнтація вказує на те, до якого гендеру або статі людина може відчувати романтичний потяг — з людиною якого гендеру вона може перебуватися у романтичних стосунках, або ж у кого вона може закохатися. Це поняття може використовуватися як альтернатива сексуальної орієнтації, так і поруч з нею, і базується на тому, що сексуальний потяг є лише компонентом ширшої системи людських відносин. Наприклад, пансексуальна людина може відчувати сексуальний потяг незалежно від гендеру та статі партнерів, а романтичні почуття і романтичну близькість — тільки з жінками.
Для асексуальних людей романтична орієнтація часто вважається точнішим способом визначити потяг до іншої людини, ніж сексуальна орієнтація.
Розбіжності між сексуальним і романтичним потягом все ще дискутуються і не є чітко визначеними.

## Романтичні орієнтації
Люди можуть вступати або не вступати в виключно романтичні стосунки. Основні пов'язані з цим романтичні орієнтації::
- Аромантик: не відчуває романтичного потягу ні до кого (аромантичність, дивитесь нижче).
- Гетероромантик: відчуває романтичний потяг до людей іншого гендеру (гетероромантичність).
- Гоморомантик: відчуває романтичний потяг до людей того ж самого гендеру (гоморомантичність).
- Біромантик: відчуває романтичний потяг до людей двох або більше гендерів. (біромантичність). Іноді використовується в тому ж значенні, що і панромантик.
- Панромантик: відчуває романтичний потяг до людей будь-якого гендеру (панромантичність).
- Деміромантик: відчуває романтичний потяг тільки до людей, з якими встановлено глибокий емоційний зв'язок (деміромантичність).
- Грейромантик: відчуває романтичний потяг рідко або при певних умовах (грейромантичність).

## Зв'язок із сексуальною орієнтацією та асексуальністю
Різниця  між романтичною та сексуальною орієнтацією не є повністю визначеною чи широко вивченою. Сексуальну орієнтацію часто описують як сукупність компонентів і сексуального, і романтичного потягу Публікацій, які вивчають зв'язки між сексуальною і романтичною орієнтаціями, дуже мало. Проблеми в зборі інформації виникають у учасників опитування, які мають труднощі з ідентифікацією або розрізненням сексуальних та романтичних потягів. Асексуали можуть не відчувати жодного сексуального потягу, або він може бути дуже слабким (див. грейсексуальність), однак, при цьому вони можуть відчувати романтичний потяг. Ліза М. Даймонд констатує, що романтична орієнтація людини може відрізнятися залежно від того, до кого вона відчуває сексуальний потяг. Хоча досліджень щодо розбіжностей між сексуальним та романтичним потягом досить мало, можливості зміни потягів з плином часу і їх різноманітності поступово визнаються.

## Аромантичність

Аромантичний прапор

Одним з атрибутів аромантичних людей є те, що, незважаючи на відсутність у них романтичного потягу, вони все ще можуть насолоджуватися сексом. Аромантичні люди не обов'язково не можуть відчувати любові. Наприклад, вони можуть відчувати любов до своєї родини або платонічну любов до друзів. Люди, які ідентифікують себе як аромантиків, можуть не розрізняти відчуття кохання і любові до родини і друзів.
Багато аромантичних людей — асексуали, але термін аромантик може застосовуватись відносно людей з різними сексуальними орієнтаціями, таких, як аромантична бісексуалка, аромантичний гетеросексуал, аромантична лесбійка, аромантичний гей або аромантична асексуалка. Це пояснюється тим, що аромантичність стосується лише романтичного потягу, а не сексуальності чи лібідо.
В деяких публікаціях стверджується, що в засобах масової інформації та дослідженнях недостатньо представлені асексуальні та ароматичні люди, і що їх часто неправильно розуміють. Аромантичні люди стикаються зі стигматизацією і стереотипами, серед яких страх близькості, безсердечність і марення. Аматонормативність, концепція, яка пріоритезує романтичні стосунки, може негативно впливати на аромантиків.
Протилежність аромантичності — аллоромантичність, відчуття романтичного кохання або романтичного потягу до інших, така людина називається аллоромантиком. Неформальний термін на позначення аромантиків — аро. Літера А в розширеній абревіатурі LGBTQIA+ означає асексуалів, аромантиків і агендерів.